# FIFA 20
FIFA 20 este un joc video de simulare a fotbalului, dezvoltat și publicat de Electronic Arts, ca parte a seriei FIFA. Lansat pe 27 septembrie 2019, jocul a fost disponibil pe platforme precum PlayStation 4, Xbox One, Microsoft Windows și Nintendo Switch. FIFA 20 aduce numeroase îmbunătățiri și noi caracteristici față de predecesoarele sale, consolidându-și astfel poziția în rândul fanilor jocurilor de fotbal.

## Caracteristici noi și îmbunătățiri

### Volta Football
Una dintre cele mai semnificative adăugiri în FIFA 20 este modul Volta Football. Acesta reprezintă o revenire la rădăcinile jocului de fotbal de stradă, similar cu seria mai veche FIFA Street. Volta Football permite jucătorilor să joace meciuri de fotbal în format redus, precum 3v3, 4v4 și 5v5, pe diferite tipuri de terenuri, inclusiv în spații urbane și pe terenuri închise. Modul include și o poveste în care jucătorul își poate crea propriul personaj și îl poate dezvolta pe parcursul jocului.

### Mecanicile de joc
FIFA 20 a adus schimbări importante în mecanicile de joc, cu accent pe realism și control. Dribblingul lateral a fost introdus pentru a oferi jucătorilor mai multă libertate în mișcare și pentru a permite un control mai precis în duelurile unu la unu. Sistemul de fizică al mingii a fost revizuit pentru a oferi o comportare mai realistă, cu traiectorii și coliziuni mai naturale.

### Inteligența artificială și AI defensiv
Inteligența artificială a fost îmbunătățită, în special în ceea ce privește comportamentul jucătorilor defensivi. AI-ul defensiv oferă acum o acoperire mai bună a terenului, intervenții mai precise și o coordonare mai bună cu coechipierii.

### Lovituri libere și penaltiuri
FIFA 20 a introdus un nou sistem de executare a loviturilor libere și a penaltiurilor, oferind jucătorilor mai mult control asupra traiectoriei și efectului mingii. Acesta include opțiuni de personalizare a mișcării și a direcției șutului, permițând execuții mai variate și mai strategice.

## Moduri de joc

### Carieră
Modul Carieră rămâne unul dintre cele mai populare moduri de joc din FIFA. În FIFA 20, modul Carieră a primit o serie de îmbunătățiri, inclusiv conferințe de presă dinamice, interacțiuni mai complexe cu jucătorii și personalizarea managerului. Jucătorii pot acum să-și creeze un manager cu un aspect unic și să participe la decizii strategice care afectează moralul și performanța echipei.

### Ultimate Team
FIFA Ultimate Team (FUT) continuă să fie un pilon central al seriei FIFA. În FIFA 20, FUT a introdus noi caracteristici precum Season Objectives, care oferă recompense pe măsură ce jucătorii îndeplinesc diverse obiective pe parcursul unui sezon. Modul include, de asemenea, Icon Swaps, permițând jucătorilor să schimbe jetoane pentru a obține jucători iconici.

### Pro Clubs și Co-op Seasons
Modurile Pro Clubs și Co-op Seasons au primit și ele actualizări. Pro Clubs permite jucătorilor să creeze și să gestioneze o echipă formată din jucători controlabili, îmbunătățindu-și abilitățile și stilul de joc. Co-op Seasons oferă posibilitatea de a juca împreună cu un prieten împotriva altor echipe controlate de jucători din întreaga lume.

## Licențe și echipe
FIFA 20 continuă tradiția seriei de a include un număr impresionant de licențe oficiale pentru ligi, echipe și jucători. Jocul include peste 30 de ligi oficiale, peste 700 de echipe și mai mult de 17.000 de jucători. Ligi majore precum Premier League, La Liga, Bundesliga și Serie A sunt prezente cu toate echipele și jucătorii licențiați.

## Lipsa unor licențe
Cu toate acestea, FIFA 20 a pierdut licența pentru unele echipe de renume, cel mai notabil fiind Juventus FC, care apare sub numele de Piemonte Calcio. Această schimbare se datorează unui acord de exclusivitate între Juventus și seria rivală de jocuri de fotbal, PES (Pro Evolution Soccer).

## Soundtrack
Soundtrack-ul FIFA 20 include o selecție diversificată de piese de la artiști din întreaga lume, acoperind o gamă largă de genuri muzicale. Printre artiștii notabili se numără Major Lazer, Diplo, Skepta, BJ The Chicago Kid și multe altele.

## Primire și critică
FIFA 20 a fost în general bine primit de critici și jucători, fiind lăudat pentru noile caracteristici aduse de Volta Football și îmbunătățirile în mecanicile de joc. Cu toate acestea, jocul a fost și criticat pentru unele probleme persistente, cum ar fi bug-urile și lipsa unor inovații majore în anumite moduri de joc.

## Moștenire
FIFA 20 reprezintă un pas important în evoluția seriei FIFA, aducând noi caracteristici și îmbunătățiri care îmbogățesc experiența de joc. Cu o bază solidă de fani și un suport continuu din partea EA, FIFA 20 reușește să se mențină în topul preferințelor jucătorilor de simulatoare de fotbal.